# Grünbühl-Sonnenberg

Grünbühl-Sonnenberg im Süden des Stadtgebiets

Grünbühl-Sonnenberg ist ein Stadtteil der baden-württembergischen Kreisstadt Ludwigsburg.

## Geographische Lage
Grünbühl-Sonnenberg liegt südöstlich der Ludwigsburger Kernstadt auf dem sogenannten Langen Feld. Es grenzt im Norden an die Ludwigsburger Stadtteile Süd, Ost und Oßweil. Südlich von Grünbühl-Sonnenberg liegt die zu Remseck und Kornwestheim zählende Siedlung Pattonville.

## Geschichte
Grünbühl-Sonnenberg entstand aus Zusammenlegung des ehemaligen Ludwigsburger Stadtteils Grünbühl und der südlich davon liegenden Siedlung Sonnenberg. Der neue Stadtteil wurde zum 1. Januar 2013 gegründet. Ende des Jahres 2015 hatte Grünbühl-Sonnenberg 3656 Einwohner.
Im Rahmen des Projekts „Stadt Bürger Dialog“ des Wirtschaftsministeriums ist Ludwigsburg 2015 für das Sanierungsgebiet Soziale Stadt Grünbühl-Sonnenberg/Karlshöhe mit einem Landespreis ausgezeichnet worden.